# استرالیای غربی
استرالیای غربی (به انگلیسی: Western Australia) بزرگ‌ترین ایالت استرالیا (از لحاظ مساحت) است که یک سوم غربی این کشور را اشغال می‌کند و با ایالات «استرالیای جنوبی» و «سرزمین شمالی» مرز مشترک دارد.
این ایالت پس از جمهوری یاقوتستان در روسیه، بزرگ‌ترین ناحیه استانی در جهان است.
پایتخت این ایالت شهر پرت است. در نماد این ایالت و نشان خانوادگی در نواحی آن، شکل قوی سیاه به تصویر کشیده شده است. خاک‌های شنی اطراف پرت از جلوه‌های مشهور این ایالت است.

## تاریخ
اولین ساکنان استرالیا حدود ۴۰ هزار تا ۶۰ هزار سال پیش از شمال وارد شدند. در طول هزاران سال آنها سرانجام در کل این سرزمین گسترش یافتند. مدت‌ها پیش از ورود کاوشگران اروپایی در اوایل قرن هفدهم، این استرالیایی‌های بومی دیر زمانی در سراسر استرالیای غربی نشیمن گزیده بودند.
اولین اروپاییانی که به استرالیای غربی رسیدند، افراد یک هیئت دریانورد هلندی به رهبری دیرک هارتوخ بودند که در ۲۵ اکتبر ۱۶۱۶ در منطقه‌ای که امروزه به نام دماغه اینسکریپسن در جزیره دیرک هارتوخ شناخته می‌شود، به خشکی آمدند. در ادامه قرن هفدهم، دیگر دریانوردان هلندی و انگلیسی با ساحل منطقه‌ای که آبل تاسمان در سال ۱۶۴۴ بر آن نام هلند نو گذاشت، روبرو شدند. این معمولاً به طور ناخواسته صورت می‌گرفت زیرا بسیاری از کشتی‌ها به خاطر توفان یا ناوبری غلط از مسیر معروف به مسیر براور منحرف شده و با وضعی فلاکت‌بار به طور اتفاقی به کرانه باختری استرالیا می‌رسیدند.
در اواخر قرن هجدهم، ملوانان انگلیسی و فرانسوی شروع به کاوش در سواحل استرالیای غربی کردند. سفر باودن که از ۱۸۰۰ تا ۱۸۰۳ انجام شد شامل سواحل استرالیای غربی نیز بود و نتیجه آن ترسیم نقشه فریسینت در سال ۱۸۱۱ بود، یعنی اولین نقشه منتشر شده شامل شکل کلی استرالیا. 
نام هلند نو حداقل تا اواسط دهه ۱۸۵۰ به صورت نیمه‌رسمی رایج بود، یعنی در حدود ۲۰۶ سال. در مقایسه، نام استرالیا که تا به امروز استفاده می‌شود تنها حدود ۱۹۱ سال قدمت دارد.